# Good Charlotte/Diskografie
Diese Diskografie ist eine Übersicht über die musikalischen Werke der US-amerikanischen Rockband Good Charlotte. Den Quellenangaben und Schallplattenauszeichnungen zufolge hat sie bisher mehr als 20,4 Millionen Tonträger verkauft, davon alleine in ihrer Heimat über 14,6 Millionen. Ihre erfolgreichste Veröffentlichung ist das zweite Studioalbum The Young and the Hopeless mit über fünf Millionen verkauften Einheiten.

## Alben

### Studioalben
| Jahr | Titel Musiklabel                                         | Höchstplatzierung, Gesamtwochen, AuszeichnungChartplatzierungen (Jahr, Titel, Musiklabel, Platzierungen, Wochen, Auszeichnungen, Anmerkungen) | Höchstplatzierung, Gesamtwochen, AuszeichnungChartplatzierungen (Jahr, Titel, Musiklabel, Platzierungen, Wochen, Auszeichnungen, Anmerkungen) | Höchstplatzierung, Gesamtwochen, AuszeichnungChartplatzierungen (Jahr, Titel, Musiklabel, Platzierungen, Wochen, Auszeichnungen, Anmerkungen) | Höchstplatzierung, Gesamtwochen, AuszeichnungChartplatzierungen (Jahr, Titel, Musiklabel, Platzierungen, Wochen, Auszeichnungen, Anmerkungen) | Höchstplatzierung, Gesamtwochen, AuszeichnungChartplatzierungen (Jahr, Titel, Musiklabel, Platzierungen, Wochen, Auszeichnungen, Anmerkungen) | Anmerkungen                                                    |
| Jahr | Titel Musiklabel                                         | DE | AT | CH | UK | US | Anmerkungen                                                    |
| ---- | -------------------------------------------------------- | --- | --- | --- | --- | --- | -------------------------------------------------------------- |
| 2000 | Good Charlotte Epic Records (Sony BMG)                   | — | — | — | UK— SilberUK | US185 Platin · (2 Wo.)US | Erstveröffentlichung: 9. April 2000 Verkäufe: + 1.075.000      |
| 2002 | The Young and the Hopeless Epic Records (Sony BMG)       | DE37 Gold · (21 Wo.)DE | AT20 (21 Wo.)AT | CH46 (29 Wo.)CH | UK15 Platin · (42 Wo.)UK | US7 ×4Vierfachplatin · (95 Wo.)US | Erstveröffentlichung: 1. Oktober 2002 Verkäufe: + 5.000.000    |
| 2004 | The Chronicles of Life and Death Epic Records (Sony BMG) | DE18 Gold · (34 Wo.)DE | AT11 Gold · (28 Wo.)AT | CH20 (33 Wo.)CH | UK8 Gold · (13 Wo.)UK | US3 Platin · (34 Wo.)US | Erstveröffentlichung: 28. September 2004 Verkäufe: + 1.392.500 |
| 2007 | Good Morning Revival Epic Records (Sony BMG)             | DE10 (15 Wo.)DE | AT10 (17 Wo.)AT | CH7 (12 Wo.)CH | UK13 Silber · (8 Wo.)UK | US7 Gold · (13 Wo.)US | Erstveröffentlichung: 14. März 2007 Verkäufe: + 687.500        |
| 2010 | Cardiology Capitol Records (EMI)                         | DE46 (2 Wo.)DE | AT29 (2 Wo.)AT | CH24 (3 Wo.)CH | UK63 (1 Wo.)UK | US31 (2 Wo.)US | Erstveröffentlichung: 27. Oktober 2010                         |
| 2016 | Youth Authority MDDN (RTD)                               | DE17 (2 Wo.)DE | AT15 (2 Wo.)AT | CH8 (4 Wo.)CH | UK13 (2 Wo.)UK | US23 (2 Wo.)US | Erstveröffentlichung: 15. Juli 2016                            |
| 2018 | Generation Rx MDDN (BMG)                                 | DE42 (1 Wo.)DE | AT29 (1 Wo.)AT | CH32 (1 Wo.)CH | UK31 (1 Wo.)UK | US164 (1 Wo.)US | Erstveröffentlichung: 14. September 2018                       |
| 2025 | Motel Du Cap Atlantic Records (WMG)                      | — | — | CH71 (… Wo.)CH | — | — | Erstveröffentlichung: 8. August 2025                           |

### Livealben
| Jahr | Titel Musiklabel                 | Anmerkungen                             |
| ---- | -------------------------------- | --------------------------------------- |
| 2004 | Bootlegs Epic Records (Sony BMG) | Erstveröffentlichung: 7. September 2004 |

### Kompilationen
| Jahr | Titel Musiklabel                             | Anmerkungen                                                            |
| ---- | -------------------------------------------- | ---------------------------------------------------------------------- |
| 2008 | Greatest Remixes Columbia Records (Sony BMG) | Erstveröffentlichung: 21. November 2008                                |
| 2010 | Greatest Hits Epic Records (Sony)            | Erstveröffentlichung: 5. November 2010 · Verkäufe: + 107.500; UK: Gold |

### EPs
| Jahr | Titel Musiklabel                 | Anmerkungen                            |
| ---- | -------------------------------- | -------------------------------------- |
| 2017 | A GC Christmas, Pt. 1 MDDN (RTD) | Erstveröffentlichung: 8. Dezember 2017 |

## Singles

### Als Leadmusiker
| Jahr | Titel Album                                                          | Höchstplatzierung, Gesamtwochen, AuszeichnungChartplatzierungen (Jahr, Titel, Album, Platzierungen, Wochen, Auszeichnungen, Anmerkungen) | Höchstplatzierung, Gesamtwochen, AuszeichnungChartplatzierungen (Jahr, Titel, Album, Platzierungen, Wochen, Auszeichnungen, Anmerkungen) | Höchstplatzierung, Gesamtwochen, AuszeichnungChartplatzierungen (Jahr, Titel, Album, Platzierungen, Wochen, Auszeichnungen, Anmerkungen) | Höchstplatzierung, Gesamtwochen, AuszeichnungChartplatzierungen (Jahr, Titel, Album, Platzierungen, Wochen, Auszeichnungen, Anmerkungen) | Höchstplatzierung, Gesamtwochen, AuszeichnungChartplatzierungen (Jahr, Titel, Album, Platzierungen, Wochen, Auszeichnungen, Anmerkungen) | Anmerkungen                                                                                 | [↑]: gemeinsam behandelt mit vorhergehendem Eintrag; [←]: in beiden Charts platziert |
| Jahr | Titel Album                                                          | DE | AT | CH | UK | US | Anmerkungen                                                                                 |                                                                                      |
| ---- | -------------------------------------------------------------------- | --- | --- | --- | --- | --- | ------------------------------------------------------------------------------------------- | ------------------------------------------------------------------------------------ |
| 2001 | Little Things Good Charlotte                                         | — | — | — | — | US— GoldUS | Erstveröffentlichung: 27. März 2001 Verkäufe: + 500.000                                     |                                                                                      |
| 2001 | The Motivation Proclamation Good Charlotte                           | — | — | — | — | — | Erstveröffentlichung: 7. August 2001                                                        |                                                                                      |
| 2002 | Lifestyles of the Rich and Famous The Young and the Hopeless         | DE27 Gold · (14 Wo.)DE | AT24 (18 Wo.)AT | CH19 (16 Wo.)CH | UK8 Platin · (10 Wo.)UK | US20 Platin · (20 Wo.)US | Erstveröffentlichung: 6. September 2002 Verkäufe: + 1.885.000                               |                                                                                      |
| 2003 | The Anthem The Young and the Hopeless                                | DE52 (3 Wo.)DE | — | — | UK10 Platin · (4 Wo.)UK | US43 ×3Dreifachplatin · (11 Wo.)US | Erstveröffentlichung: 28. Februar 2003 Verkäufe: + 3.665.000                                |                                                                                      |
| 2003 | Girls and Boys The Young and the Hopeless                            | DE47 (9 Wo.)DE | AT45 (9 Wo.)AT | CH84 (2 Wo.)CH | UK6 Silber · (9 Wo.)UK | US48 Gold · (13 Wo.)US | Erstveröffentlichung: 28. April 2003 Verkäufe: + 700.000                                    |                                                                                      |
| 2003 | Hold On The Young and the Hopeless                                   | DE67 (3 Wo.)DE | — | — | UK34 (4 Wo.)UK | US63 (5 Wo.)US | Erstveröffentlichung: 8. Dezember 2003                                                      |                                                                                      |
| 2003 | The Young and the Hopeless                                           | — | — | —[UK: ↑] | UK34 (4 Wo.)UK | — | Erstveröffentlichung: 8. Dezember 2003                                                      |                                                                                      |
| 2004 | Predictable The Chronicles of Life and Death                         | DE29 (9 Wo.)DE | AT43 (6 Wo.)AT | CH45 (4 Wo.)CH | UK12 (7 Wo.)UK | — | Erstveröffentlichung: 24. August 2004                                                       |                                                                                      |
| 2004 | I Just Wanna Live The Chronicles of Life and Death                   | DE19 (13 Wo.)DE | AT15 (19 Wo.)AT | CH21 (21 Wo.)CH | UK9 (4 Wo.)UK | US51 Gold · (8 Wo.)US | Erstveröffentlichung: 15. November 2004 Verkäufe: + 535.000                                 |                                                                                      |
| 2005 | The Chronicles of Life and Death                                     | DE65 (5 Wo.)DE | AT50 (3 Wo.)AT | CH47 (5 Wo.)CH | UK30 (3 Wo.)UK | — | Erstveröffentlichung: 30. Mai 2005                                                          |                                                                                      |
| 2005 | We Believe The Chronicles of Life and Death                          | DE38 (10 Wo.)DE | AT39 (7 Wo.)AT | — | — | — | Erstveröffentlichung: 18. August 2005                                                       |                                                                                      |
| 2007 | The River Good Morning Revival                                       | DE40 (9 Wo.)DE | AT37 (8 Wo.)AT | — | UK— SilberUK | US39 Gold · (6 Wo.)US | Erstveröffentlichung: 4. Januar 2007 Verkäufe: + 700.000; feat. M. Shadows & Synyster Gates |                                                                                      |
| 2007 | Keep Your Hands off My Girl Good Morning Revival                     | DE32 (9 Wo.)DE | AT29 (8 Wo.)AT | CH27 (8 Wo.)CH | UK23 (7 Wo.)UK | — | Erstveröffentlichung: 2. März 2007 Verkäufe: + 35.000                                       |                                                                                      |
| 2007 | Dance Floor Anthem (I Don’t Want to Be in Love) Good Morning Revival | — | — | — | — | US25 ×2Doppelplatin · (21 Wo.)US | Erstveröffentlichung: 30. Juni 2007 Verkäufe: + 2.100.000                                   |                                                                                      |
| 2007 | Misery Good Morning Revival                                          | — | — | — | — | — | Erstveröffentlichung: 17. November 2007                                                     |                                                                                      |
| 2010 | Like It’s Her Birthday Cardiology                                    | — | — | — | — | — | Erstveröffentlichung: 20. August 2010 Verkäufe: + 70.000                                    |                                                                                      |
| 2011 | Sex on the Radio Cardiology                                          | — | — | — | — | — | Erstveröffentlichung: 31. Januar 2011 Verkäufe: + 35.000                                    |                                                                                      |
| 2011 | Last Night Cardiology                                                | — | — | — | — | — | Erstveröffentlichung: 2. Mai 2011                                                           |                                                                                      |
| 2011 | 1979 Cardiology                                                      | — | — | — | — | — | Erstveröffentlichung: 1. August 2011                                                        |                                                                                      |
| 2015 | Makeshift Love Youth Authority                                       | — | — | — | — | — | Erstveröffentlichung: 5. November 2015                                                      |                                                                                      |
| 2016 | 40 oz. Dream Youth Authority                                         | — | — | — | — | — | Erstveröffentlichung: 4. April 2016                                                         |                                                                                      |
| 2016 | Life Can’t Get Much Better Youth Authority                           | — | — | — | — | — | Erstveröffentlichung: 13. Juni 2016                                                         |                                                                                      |
| 2017 | Awful Things –                                                       | — | — | — | — | — | Erstveröffentlichung: 22. Dezember 2017 Original: Lil Peep feat. Lil Tracy                  |                                                                                      |
| 2018 | Actual Pain Generation Rx                                            | — | — | — | — | — | Erstveröffentlichung: 25. Mai 2018                                                          |                                                                                      |
| 2018 | Shadowboxer Generation Rx                                            | — | — | — | — | — | Erstveröffentlichung: 25. Juli 2018                                                         |                                                                                      |
| 2020 | Last December –                                                      | — | — | — | — | — | Erstveröffentlichung: 18. Dezember 2020                                                     |                                                                                      |
| 2025 | Rejects Motel Du Cap                                                 | — | — | — | — | — | Erstveröffentlichung: 25. Juni 2025                                                         |                                                                                      |
| 2025 | Stepper Motel Du Cap                                                 | — | — | — | — | — | Erstveröffentlichung: 18. Juli 2025                                                         |                                                                                      |

### Als Gastmusiker
| Jahr | Titel Musiklabel                       | Anmerkungen                                                                          |
| ---- | -------------------------------------- | ------------------------------------------------------------------------------------ |
| 2020 | Hanging with Ghosts Back 2 the Beach   | Erstveröffentlichung: 16. Januar 2020 Yung Pinch feat. Good Charlotte & Goody Grace  |
| 2022 | Take This Crown My Favorite Blue Jeans | Erstveröffentlichung: 2. September 2022 De’Wayne feat. Good Charlotte                |
| 2023 | Self-Sabotage –                        | Erstveröffentlichung: 21. Februar 2023 Waterparks feat. Good Charlotte               |
| 2024 | Be Ok (Remix) Choose Life              | Erstveröffentlichung: 26. April 2024 Petti Hendrix feat. Good Charlotte & Waterparks |

## Videoalben und Musikvideos

### Videoalben
| Jahr | Titel Musiklabel                                | Höchstplatzierung, Gesamtwochen, AuszeichnungChartplatzierungen (Jahr, Titel, Musiklabel, Platzierungen, Wochen, Auszeichnungen, Anmerkungen) | Höchstplatzierung, Gesamtwochen, AuszeichnungChartplatzierungen (Jahr, Titel, Musiklabel, Platzierungen, Wochen, Auszeichnungen, Anmerkungen) | Höchstplatzierung, Gesamtwochen, AuszeichnungChartplatzierungen (Jahr, Titel, Musiklabel, Platzierungen, Wochen, Auszeichnungen, Anmerkungen) | Höchstplatzierung, Gesamtwochen, AuszeichnungChartplatzierungen (Jahr, Titel, Musiklabel, Platzierungen, Wochen, Auszeichnungen, Anmerkungen) | Höchstplatzierung, Gesamtwochen, AuszeichnungChartplatzierungen (Jahr, Titel, Musiklabel, Platzierungen, Wochen, Auszeichnungen, Anmerkungen) | Anmerkungen                                                |
| Jahr | Titel Musiklabel                                | DE | AT | CH | UK | US | Anmerkungen                                                |
| ---- | ----------------------------------------------- | --- | --- | --- | --- | --- | ---------------------------------------------------------- |
| 2003 | Video Collection Epic Records (Sony BMG)        | — | — | — | UK38 (2 Wo.)UK | US— PlatinUS | Erstveröffentlichung: 2. Dezember 2003 Verkäufe: + 107.500 |
| 2004 | Live at Brixton Academy Epic Records (Sony BMG) | — | AT8 (3 Wo.)AT | — | UK6 (4 Wo.)UK | — | Erstveröffentlichung: 5. Oktober 2004 Verkäufe: + 7.500    |
| 2006 | Fast Future Generation Epic Records (Sony BMG)  | — | — | — | UK49 (1 Wo.)UK | — | Erstveröffentlichung: 26. Dezember 2006                    |

### Musikvideos
| Jahr | Titel                                           | Regie                                                                    |
| ---- | ----------------------------------------------- | ------------------------------------------------------------------------ |
| 2000 | Little Things                                   | Nigel Dick                                                               |
| 2001 | The Motivation Proclamation                     | Marc Webb                                                                |
| 2001 | The Click                                       | David McGrath, Thomas McGrath                                            |
| 2001 | Festival Song                                   | Marc Webb                                                                |
| 2002 | Lifestyles of the Rich and Famous               | Bill Fishman                                                             |
| 2003 | The Anthem                                      | Smith N’ Borin                                                           |
| 2003 | Girls and Boys                                  | Smith N’ Borin                                                           |
| 2003 | The Young and the Hopeless                      | Sam Erickson, Benji Madden, Joel Madden                                  |
| 2003 | Hold On                                         | Samuel Bayer                                                             |
| 2004 | Predictable                                     | Smith N’ Borin, The Brothers Blood, Ryan Smith                           |
| 2004 | I Just Wanna Live                               | Brett Simon                                                              |
| 2005 | The Chronicles of Life and Death                |                                                                          |
| 2005 | We Believe                                      | Sam Erickson                                                             |
| 2006 | Keep Your Hands off My Girl                     | Marvin Scott Jarrett (Version 1) Samuel Bayer, Brian Lazzaro (Version 2) |
| 2007 | The River                                       | Marc Webb                                                                |
| 2007 | Dance Floor Anthem (I Don’t Want to Be in Love) | Sean Michael Turrell                                                     |
| 2010 | Like It’s Her Birthday                          | Josh Forbes                                                              |
| 2011 | Sex on the Radio                                |                                                                          |
| 2011 | Last Night                                      | The Director Brothers                                                    |
| 2011 | 1979                                            |                                                                          |
| 2015 | Makeshift Love                                  |                                                                          |
| 2016 | 40 Oz Dream                                     |                                                                          |
| 2016 | Life Can’t Get Much Better                      |                                                                          |
| 2016 | Life Changes                                    |                                                                          |
| 2017 | Keep Swingin’                                   |                                                                          |
| 2017 | War                                             |                                                                          |
| 2018 | Actual Pain (2 Versionen)                       |                                                                          |
| 2018 | Shadowboxer                                     | Jake Stark                                                               |
| 2018 | Prayers                                         | Jake Stark                                                               |
| 2018 | Self Help                                       | Jake Stark (Musikvideo) Brian Cox (Livevideo)                            |
| 2020 | Last December                                   |                                                                          |
| 2022 | Take This Crown                                 | Erik Rojas                                                               |
| 2024 | Be Ok (Remix)                                   | Erik Rojas                                                               |
| 2025 | Rejects                                         | Lenna Onto, Erik Rojas                                                   |
| 2025 | Stepper                                         | Erik Rojas                                                               |

## Promoveröffentlichungen
| Jahr | Titel Album                                | Anmerkungen                                                            |
| ---- | ------------------------------------------ | ---------------------------------------------------------------------- |
| 2002 | Festival Song Good Charlotte               | Erstveröffentlichung: 2002                                             |
| 2007 | Victims of Love Good Morning Revival       | Erstveröffentlichung: 2007                                             |
| 2008 | Where Would We Be Now Good Morning Revival | Erstveröffentlichung: 2008                                             |
| 2008 | My Own Way Last 2 Walk                     | Erstveröffentlichung: 8. Juli 2008 Three 6 Mafia feat. Good Charlotte  |
| 2010 | Elevator Seize the Fewcha                  | Erstveröffentlichung: Februar 2010 Junior Sanchez feat. Good Charlotte |
| 2016 | Life Changes Youth Authority               | Erstveröffentlichung: 2016                                             |
| 2018 | Prayers Generation Rx                      | Erstveröffentlichung: 31. August 2018                                  |

## Sonderveröffentlichungen

### Alben
| Jahr | Titel Musiklabel                                                            | Anmerkungen                                                           |
| ---- | --------------------------------------------------------------------------- | --------------------------------------------------------------------- |
| 2010 | Good Charlotte Box Epic Records (Sony)                                      | Erstveröffentlichung: 4. Januar 2010 Teil der „Special-Edition“-Reihe |
| 2010 | The Chronicles of Life and Death + Good Morning Revival Epic Records (Sony) | Erstveröffentlichung: 13. September 2010 Teil der „2-in-1“-Reihe      |
| 2011 | Good Charlotte + The Young and the Hopeless Epic Records (Sony)             | Erstveröffentlichung: 16. September 2011 Teil der „2-in-1“-Reihe      |

| Jahr | Titel Musiklabel                                     | Anmerkungen                                                         |
| ---- | ---------------------------------------------------- | ------------------------------------------------------------------- |
| 1999 | Another EP Selbstverlag                              | Erstveröffentlichung: 1999                                          |
| 2000 | GC EP Selbstverlag                                   | Erstveröffentlichung: 2000                                          |
| 2007 | The Live Lounge Performances Epic Records (Sony BMG) | Erstveröffentlichung: 25. Oktober 2007 Teil der „Live-Lounge“-Reihe |
| 2009 | iTunes Live from Montreal Epic Records (Sony)        | Erstveröffentlichung: 29. September 2009 Vertrieb nur über iTunes   |

| Jahr | Titel Musiklabel                                                           | Anmerkungen                                                         |
| ---- | -------------------------------------------------------------------------- | ------------------------------------------------------------------- |
| 2004 | Anthem: The String Quartet Tribute to Good Charlotte Vitamin Records (EMI) | Erstveröffentlichung: 11. Mai 2004 Album von Vitamin String Quartet |

| Jahr | Titel Musiklabel            | Anmerkungen                |
| ---- | --------------------------- | -------------------------- |
| 1996 | Demo Selbstverlag           | Erstveröffentlichung: 1996 |
| 1997 | Good Charlotte Selbstverlag | Erstveröffentlichung: 1997 |

### Lieder
| Jahr | Titel Album                            | Anmerkungen                                                                              |
| ---- | -------------------------------------- | ---------------------------------------------------------------------------------------- |
| 2005 | The Innocent The Best of Goldfinger    | Erstveröffentlichung: 19. April 2005 Goldfinger feat. Good Charlotte & Mest              |
| 2008 | My Own Way Last 2 Walk                 | Erstveröffentlichung: 24. Juni 2008 Three 6 Mafia feat. Good Charlotte                   |
| 2008 | Say (Save) the Music Bigga Than Life   | Erstveröffentlichung: 11. November 2008 Young Dre the Truth feat. Good Charlotte         |
| 2008 | Workin’ Bigga Than Life                | Erstveröffentlichung: 11. November 2008 Young Dre the Truth feat. Good Charlotte         |
| 2009 | Sulla mia pelle Sospeso                | Erstveröffentlichung: 29. Mai 2009 Landscape of the Lie feat. Good Charlotte             |
| 2009 | Shoulda Let U Go Tomorrow              | Erstveröffentlichung: 18. September 2009 Sean Kingston feat. Good Charlotte              |
| 2011 | Elevator Seize the Fewcha              | Erstveröffentlichung: 25. Januar 2011 Junior Sanchez feat. Good Charlotte                |
| 2015 | Game On –                              | Erstveröffentlichung: 2. Juni 2015 Waka Flocka Flame feat. Good Charlotte                |
| 2019 | It’s a Bad Dream 93Punx                | Erstveröffentlichung: 23. August 2019 93Punx feat. Good Charlotte                        |
| 2020 | Hanging with Ghosts Back 2 the Beach   | Erstveröffentlichung: 17. Januar 2020 Yung Pinch feat. Good Charlotte & Goody Grace      |
| 2022 | Take This Crown My Favorite Blue Jeans | Erstveröffentlichung: 28. Oktober 2022 De’Wayne feat. Good Charlotte                     |
| 2024 | Be Ok (Remix) Choose Life              | Erstveröffentlichung: 26. September 2024 Petti Hendrix feat. Good Charlotte & Waterparks |

| Jahr | Titel Album                                     | Anmerkungen                         |
| ---- | ----------------------------------------------- | ----------------------------------- |
| 2002 | Christmas by the Phone Fo’ Shizzle Saint Nizzle | Erstveröffentlichung: Dezember 2002 |

| Jahr | Titel Soundtrack                         | Anmerkungen                                                                        |
| ---- | ---------------------------------------- | ---------------------------------------------------------------------------------- |
| 2001 | If You Leave Nicht noch ein Teenie-Film! | Erstveröffentlichung: 4. Dezember 2001 Original: Orchestral Manoeuvres in the Dark |
| 2015 | Game On Pixels                           | Erstveröffentlichung: 2. Juni 2015 Waka Flocka Flame feat. Good Charlotte          |

### Videoalben
| Jahr | Titel Musiklabel                                               | Anmerkungen                                                                                 |
| ---- | -------------------------------------------------------------- | ------------------------------------------------------------------------------------------- |
| 2007 | Good Morning Revival (Limited Edition) Epic Records (Sony BMG) | Erstveröffentlichung: 27. März 2007 Bonus-DVD; Verkäufe werden dem Studioalbum hinzuaddiert |

## Statistik

### Chartauswertung
|                     | DE    | AT    | CH    | UK    | US    |
| ------------------- | ----- | ----- | ----- | ----- | ----- |
| Nummer-eins-Alben   | DE—DE | AT—AT | CH—CH | UK—UK | US—US |
| Top-10-Alben        | DE1DE | AT1AT | CH2CH | UK1UK | US3US |
| Alben in den Charts | DE6DE | AT6AT | CH7CH | UK6UK | US7US |

|                       | DE     | AT    | CH    | UK    | US    |
| --------------------- | ------ | ----- | ----- | ----- | ----- |
| Nummer-eins-Singles   | DE—DE  | AT—AT | CH—CH | UK—UK | US—US |
| Top-10-Singles        | DE—DE  | AT—AT | CH—CH | UK4UK | US—US |
| Singles in den Charts | DE10DE | AT8AT | CH6CH | UK8UK | US7US |

|                          | DE    | AT    | CH    | UK    | US    |
| ------------------------ | ----- | ----- | ----- | ----- | ----- |
| Nummer-eins-Videoalben   | DE—DE | AT—AT | CH—CH | UK—UK | US—US |
| Top-10-Videoalben        | DE—DE | AT1AT | CH—CH | UK1UK | US—US |
| Videoalben in den Charts | DE—DE | AT1AT | CH—CH | UK3UK | US—US |

### Auszeichnungen für Musikverkäufe
| Silberne Schallplatte - Frankreich - 2004: für das Album The Young and the Hopeless Goldene Schallplatte - Australien - 2002: für die Single Lifestyles of the Rich and Famous - 2003: für das Videoalbum The Video Collection - 2003: für die Single The Anthem - 2004: für das Videoalbum Live at Brixton Academy - 2005: für die Single I Just Wanna Live - 2007: für die Single Keep Your Hands off My Girl - 2011: für die Single Sex on the Radio - Japan - 2003: für das Album The Young and the Hopeless - 2004: für das Album The Chronicles of Life and Death - Kanada - 2007: für das Album Good Morning Revival - Neuseeland - 2005: für das Album The Chronicles of Life and Death - 2007: für das Album Good Morning Revival - 2021: für das Album Greatest Hits - Schweden - 2003: für das Album The Young and the Hopeless | Platin-Schallplatte - Australien - 2003: für das Album The Young and the Hopeless - 2004: für das Album The Chronicles of Life and Death - 2007: für das Album Good Morning Revival - 2007: für die Single Dance Floor Anthem (I Don’t Want to Be in Love) - 2011: für die Single Like It’s Her Birthday - Neuseeland - 2002: für das Album Good Charlotte - 2003: für das Album The Young and the Hopeless - 2022: für die Single The Anthem - 2023: für die Single Dance Floor Anthem (I Don’t Want to Be in Love) 2× Platin-Schallplatte - Kanada - 2003: für das Album The Young and the Hopeless |

Anmerkung: Auszeichnungen in Ländern aus den Charttabellen bzw. Chartboxen sind in ebendiesen zu finden.
| Land/RegionAuszeichnungen für Musikverkäufe (Land/Region, Auszeichnungen, Verkäufe, Quellen) | Silber     | Gold       | Platin       | Verkäufe   | Quellen                           |
| -------------------------------------------------------------------------------------------- | ---------- | ---------- | ------------ | ---------- | --------------------------------- |
| Australien (ARIA)                                                                            | —          | 7× Gold7   | 5× Platin5   | 540.000    | aria.com.au                       |
| Deutschland (BVMI)                                                                           | —          | 3× Gold3   | —            | 500.000    | musikindustrie.de                 |
| Frankreich (SNEP)                                                                            | Silber1    | —          | —            | 50.000     | infodisc.fr                       |
| Japan (RIAJ)                                                                                 | —          | 2× Gold2   | —            | 200.000    | riaj.or.jp                        |
| Kanada (MC)                                                                                  | —          | Gold1      | 2× Platin2   | 250.000    | musiccanada.com                   |
| Neuseeland (RMNZ)                                                                            | —          | 3× Gold3   | 4× Platin4   | 112.500    | aotearoamusiccharts.co.nz NZ2 NZ3 |
| Österreich (IFPI)                                                                            | —          | Gold1      | —            | 15.000     | ifpi.at                           |
| Schweden (IFPI)                                                                              | —          | Gold1      | —            | 30.000     | sverigetopplistan.se              |
| Vereinigte Staaten (RIAA)                                                                    | —          | 5× Gold5   | 13× Platin13 | 14.600.000 | riaa.com                          |
| Vereinigtes Königreich (BPI)                                                                 | 4× Silber4 | 2× Gold2   | 3× Platin3   | 2.220.000  | bpi.co.uk                         |
| Insgesamt                                                                                    | 5× Silber5 | 25× Gold25 | 27× Platin27 |            |                                   |